# Mangaia
Mangaia es la isla más austral del archipiélago de las Islas Cook. Se encuentra a 175 km al sureste de Rarotonga. 
Con una superficie de 51,8 km², es la segunda isla más grande después de Rarotonga. Se considera la isla volcánica más antigua del Pacífico, con rocas de 19 millones de años de antigüedad. Está rodeada por un anillo de arrecifes de coral fosilizados, que llega a los 60 metros de altitud, separando el interior de la costa. La altitud máxima de la isla es el monte Rangimotia con 169 metros sobre el nivel del mar. 
La población total en 2001 era de 744 habitantes. La ciudad principal es Oneroa. La actividad económica más importante de la isla son las plantaciones de vainilla y papaya. 
El antiguo nombre de Mangaia era Au'au que demuestra la gran cantidad de plantas de la especie Hibiscus tiliaceus que existían en la isla. El nombre antiguo fue recuperado para nombrar al aeropuerto Mangaia-Auau. El primer europeo en llegar a Mangaia fue el marino inglés James Cook, en 1777.
- Datos: Q1359323
- Multimedia: Mangaia / Q1359323